# Trabala burchardii
Trabala burchardii is een vlinder uit de familie van de spinners (Lasiocampidae). De wetenschappelijke naam van de soort werd in 1881 als Amydona burchardii gepubliceerd door Hermann Dewitz.
De soort komt voor in tropisch Afrika ten zuiden van de Sahara.